# Bački Brestovac
Bački Brestovac (cyr. Бачки Брестовац) – wieś w Serbii, w Wojwodinie, w okręgu zachodniobackim, w gminie Odžaci. W 2011 roku liczyła 2819 mieszkańców.